# 大聖堂 (ホンチャールの小説)
『大聖堂』（だいせいどう、ウクライナ語: Собор）は、ウクライナの作家オレシ・ホンチャールによる小説であり、彼の最も著名で影響力のある作品の一つである。1968年に文芸誌ヴィッチュズナで初掲載され、同年に単行本として出版された。文学評論家からは警告の小説と評されることが多く、ソビエト体制下のウクライナ社会の道徳的退廃や文化的課題を鋭く描き出した。
ソビエト連邦の文学界では約20年間、体制側から批判され、意図的に黙殺されたが、1987年以降に再評価され、広く読まれるようになった。この小説は、英国の書籍『1001冊の本、あなたが死ぬ前に読むべき本』にも選出されている。

## 執筆の背景
オレシ・ホンチャールは1963年から1967年にかけて、4年間にわたり『大聖堂』を執筆した。この小説は、1960年代のウクライナ社会における道徳的退廃の兆候に対する警告として構想された。ホンチャール自身、作品の意図について次のように述べている：
民衆の創造的才能によって育まれたものを守るために一言を述べたかった。また、空虚な言葉、キャリア主義、民衆の道徳の軽視といった否定的な現象についても語りたかった。
小説の舞台であるザチプリャンカ（ウクライナ語: Зачіплянка）は、ドニプロペトロウシク州の郊外集落をモデルにしており、ホンチャールの生活と創作の背景を反映している。作中の大聖堂は、ノヴォモスクの聖三位一体大聖堂やドニプロペトロウシクの大聖堂に着想を得ており、伝説ではコサックの職人ヤキウ・ポフレブニャクが一夜でその模型を制作したとされる。また、作中で言及されるスカルブネ（ウクライナ語: Скарбне）は、ニーコポリ近くのスカルブナ川をモデルにしている。

## 出版の経緯
『大聖堂』は1968年1月、ウクライナの文芸誌ヴィッチュズナで初掲載された。同年、出版社ドニプロおよびラディアンシクィイ・プィスメンニクから単行本として2度出版された。ロシア語訳も同年、雑誌ドゥルジバ・ナロドフでの掲載が予定されていたが、ソビエト当局の圧力により中止された。
1968年から1987年まで、ソビエト当局や親ソビエトの文学評論家による批判のため、公式な再版は行われなかった。作品はイデオロギー的に誤った、反ソビエト的とされ、ホンチャールに対し改訂が求められたが、彼はこれを拒否した。この期間、ウクライナ共産党の指導者（オレクサンドル・リャシュコ、ウラジーミル・シチェルビツキーら）やソビエト高官からの圧力にもかかわらず、ホンチャールは作品を守り抜いた。ペトロ・シェレストによる逮捕の試みも、ニコライ・ポドゴルヌイの介入により阻止された。
1987年、ペレストロイカの影響でロシア語訳がモスクワのロマン・ガゼータに掲載され、同年ウクライナ語原典がホンチャールの全集に収録された。1989年にはドニプロから単行本が30万部発行された（編集者：N・M・クラフチェンコ）。

## 構成と特徴
『大聖堂』の構成は複雑なプロットや劇的な展開よりも、登場人物の内面的な葛藤や人生観の描写に重点を置いている。文学研究者のG・ヴェルヴェスは次のように評している：
ホンチャールは詩人として美的意図を実現し、散文でありながら抒情的・詩的な啓示の法則に従って現実世界を芸術的に典型化している。
物語は、ドニプロ川沿いの労働者集落ザチプリャンカを主な舞台とし、限られた時間枠（一夏の出来事）で展開する。登場人物は少数に絞られ、日常的な出来事が中心だが、挿話や回想を通じて歴史的・文化的テーマが織り交ぜられる。以下のような挿話が特徴的である：
- 黒い炎：歴史家ドムィトロ・ヤヴォルヌィツィクィイ（ウクライナ語版）がウクライナ革命期にネストル・マフノ派から大聖堂を守ったエピソード。
- ブヒライの炎：登場人物イヴァン・バフラィがインドで過ごした経験を通じて、ウクライナとインドの民衆の友情を描く。

作中には、ザチプリャンカや大聖堂、スカルブネの風景描写が豊富に含まれ、ウクライナの文化的・自然的遺産への深い愛情が表現されている。

## 登場人物
『大聖堂』の登場人物は、精神的・道徳的な価値観を擁護する者と、それを破壊する者に大別される。中心となる大聖堂は、物語の象徴的主人公として機能する。

### ムィコラ・バフラィ
ムィコラ・バフラィ（ウクライナ語: Микола Баглай）は、冶金学を学ぶ学生で、理想主義者かつ真実の追求者。ザチプリャンカや大聖堂に深い愛着を持ち、文化的・歴史的価値を重んじる。戦争中に塹壕で生まれ、父を戦争で失い、苦労の多い少年時代を過ごした。工場で働きながら大学で学び、環境汚染を防ぐ浄化システムの開発を目指す。彼の信念は、芸術と精神性が人間の本質を定義するとするもので、物質主義や破壊行為に強く反対する。

### イェリカ（オレナ・チェチーリ）
イェリカ（ウクライナ語: Єлька、本名オレナ・チェチーリ）は、ムィコラの恋人で、複雑な人生を歩む村の少女。戦争中に生まれ、両親を早くに失い、農場で働く。美しい容姿と純粋な心を持ち、古典文学を通じて精神性を育む。過去の挫折や屈辱を乗り越え、ムィコラとの愛を通じて救いを見出す。

### ヤホール・カトラトゥイ
ヤホール・カトラトゥイ（ウクライナ語: Ягор Катратий）は、イェリカの叔父で、過去にネストル・マフノ派として活動したため信頼できない人物とされた。工場での解雇危機をイゾト・ロボタに救われ、親友となる。

### イゾト・ロボタ
イゾト・ロボタ（ウクライナ語: Ізот Лобода）は、伝統を体現する老冶金工。コサックの自由精神と自然との調和を象徴し、過去に内戦や第二次世界大戦を経験。息子ヴォロディカの裏切り（老人ホーム送り）に苦しむが、故郷ザチプリャンカへの愛を貫く。

### ヴォロディカ・ロボタ
ヴォロディカ・ロボタ（ウクライナ語: Володька Лобода）は、イゾトの息子で、キャリア主義と破壊的行動を体現する人物。表向きは親しみやすいが、大聖堂を市場や食堂に変える計画を推進し、文化的遺産を軽視する。彼の行動は、ソビエト体制下の官僚的腐敗を象徴する。

## テーマと問題提起
『大聖堂』は、以下のような主要なテーマを扱っている：
- 歴史的記憶：ウクライナのコサック時代や文化的遺産の重要性を強調し、その破壊に対する警告を発する。タラス・シェウチェンコやヴィクトル・ユゴーの作品と同様、タイトル自体が象徴的役割を果たす。
- 精神的・道徳的美：人間の尊厳と文化的価値の擁護を訴え、物質主義や官僚主義を批判。
- 環境問題：工業化による自然破壊への懸念を、ムィコラの浄化システム構想を通じて表現。

## 象徴
- 大聖堂：ウクライナの文化的・歴史的連続性を象徴し、破壊に対する抵抗の中心。民衆の精神性と美の結晶として描かれる。
- スカルブネ：コサックの遺産と自然の美を表す。
- ロボタ主義：ヴォロディカ・ロボタに由来するこの概念は、キャリア主義や文化的破壊を批判する象徴として、文学研究者ミハイロ・ナイェンコ（ウクライナ語版）により提唱された[6]。

## 批評

### ソビエト時代の批評
当初、『大聖堂』は一部の評論家（ドムィトロ・フルィンコ、レオニード・ノヴィチェンコら）から高い評価を受けたが、ソビエト当局やオレクシイ・ヴァトチェンコ（ドニプロペトロウシク州党書記）による批判が続いた。ヴァトチェンコは、ヴォロディカ・ロボタを自身への批判と受け取り、ソビエト体制への中傷、労働者への侮辱と非難。1968年4月7日の新聞ゾリャでのイ・モロズの記事や、公式メディアでの攻撃が続き、作品は創作の失敗とされた。

### 亡命者による批評
亡命文学者イヴァン・コシェリヴェツィは、作品の倫理的意義を認めつつ、文学的完成度には欠けると指摘。社会主義リアリズムの枠組みや過剰な詩的表現が弱点とされた。マルコ・パヴルィシュィンも、環境テーマの扱いにおいて類似の限界を指摘した。

### ディシデント運動への影響
『大聖堂』への批判は、ドニプロペトロウシクでのディシデント運動を刺激。1968年8月、イヴァン・ソクルィシクィイとムィハイロ・スコルィクによるドニプロペトロウシクの創造的若者の手紙が当局に提出され、文化的抑圧を告発。この手紙は海外で広く報道され、KGBによる弾圧を招いた。

## 文学への影響
『大聖堂』は、社会主義リアリズムの枠組みを超え、ウクライナ文学に新たな方向性を示した。ヴァレリー・シェウチュクやロマン・イヴァニチュクらの作家に影響を与え、グリゴリー・チュチュンニクの体制との対立や、ヴァシル・ゼムリャクの幻想的ロマン主義の台頭を促した。リトアニアの詩人ユスティナス・マルツィンケヴィチュスやベラルーシの作家イヴァン・シャミャキンの作品にも影響が見られる。

## 出版歴
- 初版：1968年、「ヴィッチュズナ（ウクライナ語版）」第1号、出版社ドニプロおよびラディアンシクィイ・プィスメンニク（ウクライナ語版）。
- 再版：1987年、「ロマン・ガゼータ（ウクライナ語版）」（ロシア語訳）、ホンチャール全集（ウクライナ語）。1989年、「ドニプロ」単行本（30万部）。
- その他：1990年代に複数の版が刊行。

## 翻訳
- 『ザチプリャンカの大聖堂』（1970年、エリザベト・コットマイヤー（ウクライナ語版）、イーホル・コステツィクィイ（ウクライナ語版）訳）
- 『大聖堂』（1972年、カジミェシュ・トルハノフスキ（ウクライナ語版）訳）
- 『大聖堂』（1988年、イジダ・ノヴォセルツェヴァ（ウクライナ語版）訳）
- 『大聖堂』（1989年、ユーリ・トカチ（ウクライナ語版）、レオニード・ルドヌィツィクィイ（ウクライナ語版）訳）